# John Disley
John Ivor Disley (ur. 20 listopada 1928 w Corris, zm. 8 lutego 2016 w Londynie) – brytyjski lekkoatleta (długodystansowiec), medalista olimpijski z 1952.
Był Walijczykiem. Specjalizował się w biegu na 3000 metrów z przeszkodami. Wystąpił w nim na mistrzostwach Europy w 1950 w Brukseli, gdzie zajął 13. miejsce.
Zdobył brązowy medal w tej konkurencji na igrzyskach olimpijskich w 1952 w Helsinkach za Horace’em Ashenfelterem ze Stanów Zjednoczonych i Władimirem Kazancewem ze Związku Radzieckiego. Na Igrzyskach Imperium Brytyjskiego i Wspólnoty Brytyjskiej w 1954 w Vancouver wystąpił w biegu na milę, ale odpadł w eliminacjach (nie rozgrywano biegu z przeszkodami). Zajął 10. miejsce w biegu na 3000 metrów z przeszkodami na mistrzostwach Europy w 1954 w Bernie.
Na igrzyskach olimpijskich w 1956 w Melbourne zajął 6. miejsce w tej konkurencji. Nie ukończył biegu na 3 mile na Igrzyskach Imperium Brytyjskiego i Wspólnoty Brytyjskiej w 1958 w Cardiff.
Był mistrzem Wielkiej Brytanii (AAA) w biegu na 2 mile z przeszkodami w 1952 oraz na 3000 metrów z przeszkodami w 1955 i 1957. Czterokrotnie ustanawiał rekordy Wielkiej Brytanii na 2 mile z przeszkodami i pięciokrotnie na 3000 metrów z przeszkodami, doprowadzając ten ostatni do czasu 8:44,2 (11 września 1955 w Moskwie).
Później był jednym z pionierów biegów na orientację w Wielkiej Brytanii. Jest również jednym z inicjatorów Maratonu Londyńskiego.
Jego żona Sylvia Cheeseman była także lekkoatletką, medalistką olimpijską z 1952 w sztafecie 4 × 100 metrów.